# Guarayos (provins)

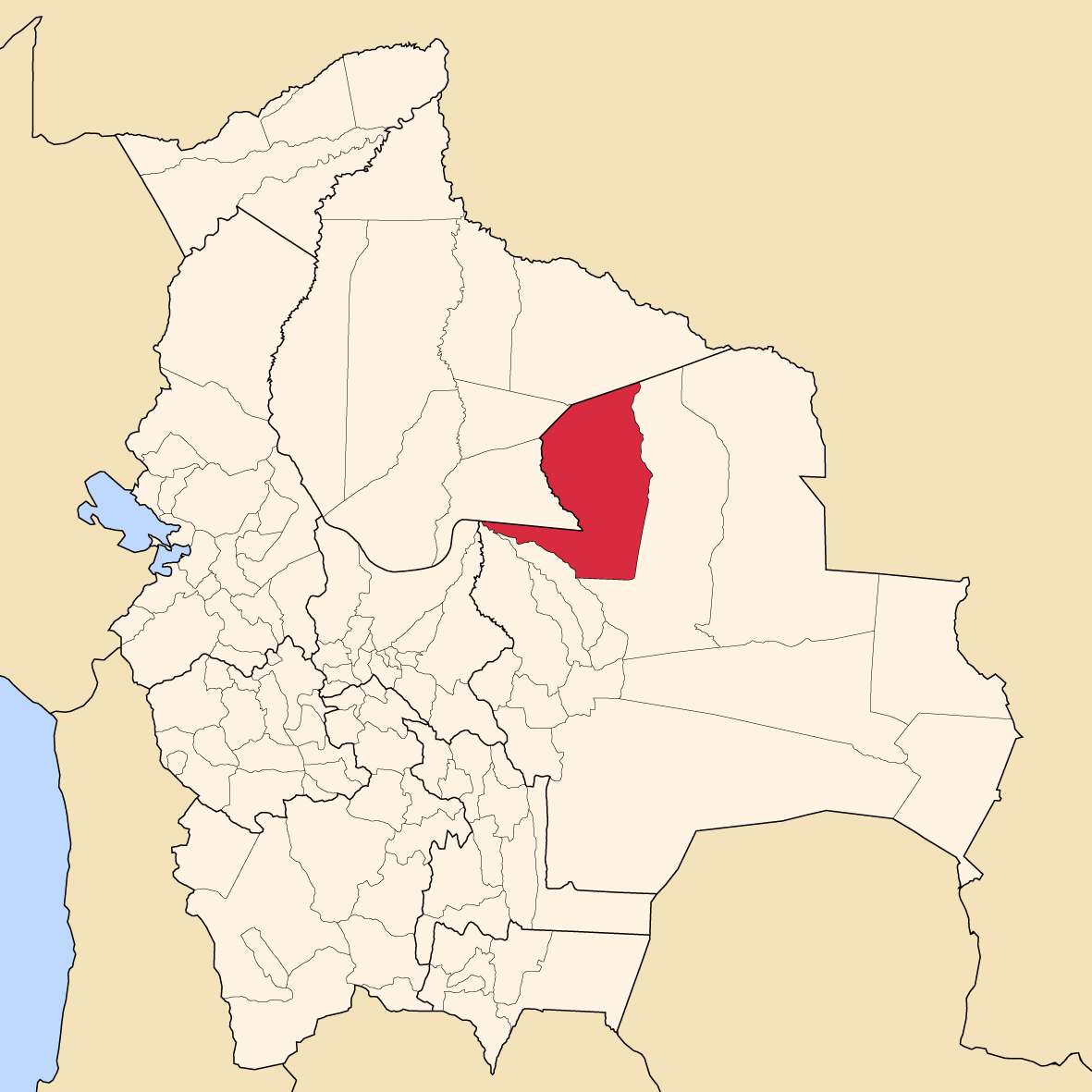
Provinsens läge i Bolivia

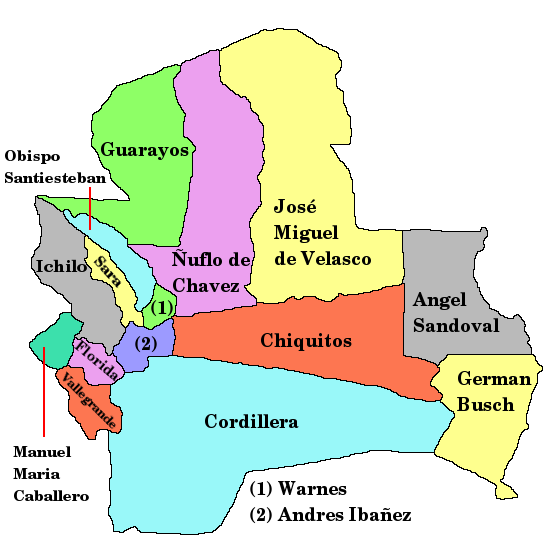
Provinser i Santa Cruz

Guarayos är en provins i departementet Santa Cruz i Bolivia. Den administrativa huvudorten är Ascención de Guarayos.